# David Griggs
Stanley David Griggs (Portland, 7 de setembro de 1939 – Earle, 17 de junho de 1989) foi um astronauta norte-americano. Também militar e contra-almirante da Marinha dos Estados Unidos, foi o primeiro astronauta a fazer uma caminhada espacial não-prevista do programa espacial. Morreu num acidente aéreo com um antigo avião da Segunda Guerra Mundial, que pilotava em treinamento, sob o estado do Arkansas.

## Biografia
Griggs formou-se pela Academia Naval dos Estados Unidos em Annapolis, em 1962, e entrou em treinamento de piloto naval em seguida, qualificando-se me 1964, passando a pilotar jatos McDonnell Douglas A-4 Skyhawk da Marinha. Serviu durante um ano no Mar Mediterrâneo como piloto embarcado nos porta-aviões USS Independence e USS Franklin Roosevelt.
Em 1967, entrou para a prestigiada Escola de Piloto de Teste Naval dos Estados Unidos, em Maryland, graduando-se como piloto de testes. Nesta especialidade, realizou testes de diversas aeronaves experimentais de combate. Em 1970, renunciou ao serviço ativo, entrando para a Reserva Naval, onde chegou à patente de contra-almirante. Em sua carreira como piloto militar da ativa e da reserva, Griggs acumulou 9 500 horas de voo, em jatos e helicópteros.

## NASA

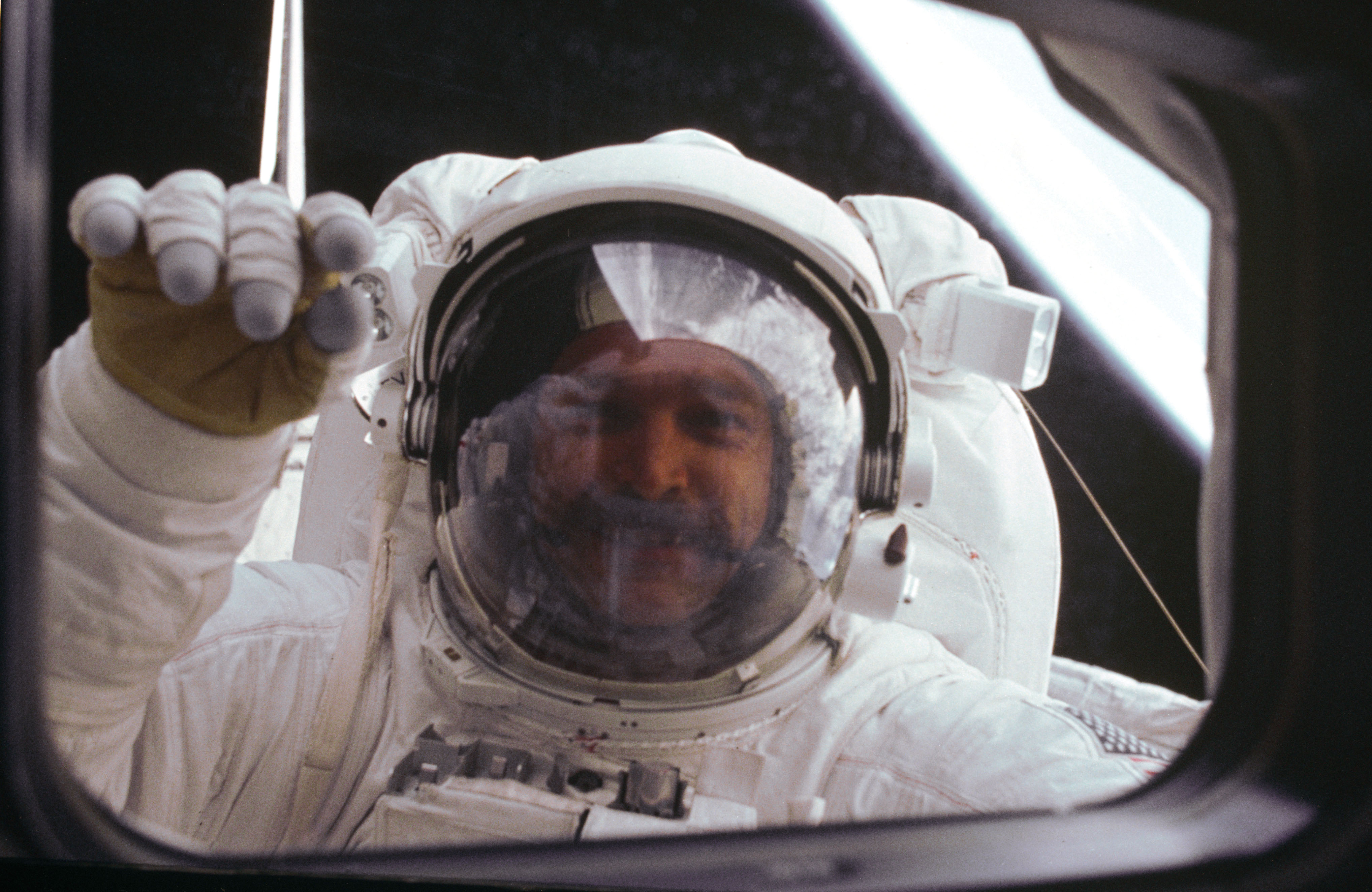
O astronauta S. David Griggs acena para o Orbiter durante a EVA.

Em julho de 1970 ele foi contratado pelo Centro Espacial Lyndon B. Johnson como piloto de pesquisas, trabalhando em vários testes de voo e projetos de pesquisa espacial em suporte aos programas da NASA. Em 1974, foi contratado para trabalhar nos testes dos protótipos de treinamento do ônibus espacial e colaborou no desenho, desenvolvimento e testes da espaçonave, antes de seu status operacional em 1976. Selecionado para o curso de astronautas em 1978, em 1979 recebeu capacitação para piloto do ônibus espacial.
Griggs foi ao espaço em setembro de 1983, como especialista de missão da STS-51-D da Discovery, e onde realizou a primeira caminhada espacial não prevista do programa espacial, passando três horas fora da espaçonave para preparar as operações de um satélite defeituoso em órbita.
Morreu durante um voo de treinamento sobre o Arkansas em junho de 1989, quando se preparava para um segundo voo espacial como piloto da missão STS-33 Discovery, a ser realizado em novembro daquele ano.